# 埃斯克河 (坎布里亚郡)
埃斯克河（River Esk），有时也称为坎布里亚埃斯克河（Cumbrian Esk），是英格兰坎布里亞郡的一条河流，长约25 km（16 mi），从湖区的山脚下流到雷文格拉斯入海。

## 语源
埃斯克河是一条非常适合钓鱼的河流，盛产褐鱒和鲑鱼。实际上，这条河的名字就源自布赖吞语单词*Iska （盛产鱼），与现代威尔士语词Pysg （鱼）同源。英国各地有许多同样起源的河流，包括阿克斯河、 埃克斯河和厄斯克河等，它们在后世演变出不同的拼写方法。